# Formación en el puesto de trabajo

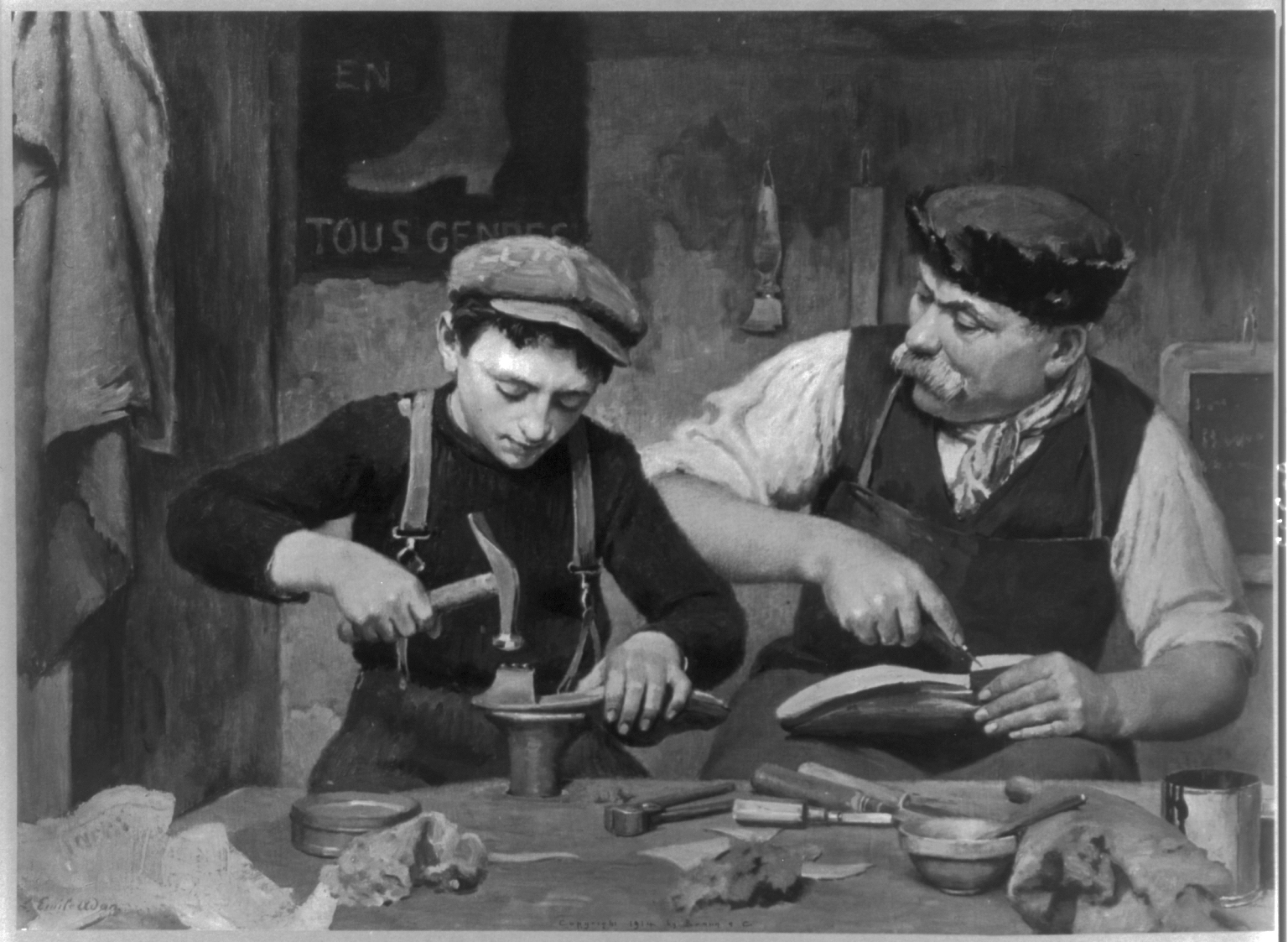
Un zapatero y su aprendiz. El sistema maestro-aprendiz es uno de los más antiguos sistemas de formación en el puesto de trabajo. La ilustración corresponde a una época en la que no se tenía conciencia de lo nocivo que resulta el trabajo infantil.

La formación en el puesto de trabajo, formación en el trabajo, formación en el empleo o capacitación en el trabajo (conocida como OJT por sus siglas en inglés) es un tema importante en la gestión de recursos humanos. Ayuda a la carrera profesional del individuo y al crecimiento de la empresa. Durante la formación en el puesto de trabajo, los empleados se familiarizan con el entorno laboral del que formarán parte. Se puede considerar un subconjunto de la formación continua. Los empleados también obtienen una experiencia práctica en el uso de maquinaria, equipos, herramientas, materiales, etc. 
Parte de la capacitación en el trabajo es saber resolver las cuestiones que se plantean durante su realización. Un empleado experimentado o un gerente realiza el papel de mentor para el nuevo empleado. A través de instrucciones —normalmente verbales, a veces escritas— y demostraciones transmite sus conocimientos y habilidades al nuevo trabajador. 
Realizar la capacitación en el lugar de trabajo, en vez de en un aula, puede ser menos estresante y más instructivo para quienes aprenden. La formación en el puesto de trabajo es el método de formación de nuevos empleados más utilizado no solo en Estados Unidos, sino en la mayoría de los países desarrollados, como Reino Unido, Canadá o Australia. Su eficacia se basa en el uso de máquinas, documentos y equipos ya existentes en el lugar de trabajo y en el conocimiento de los especialistas que ya trabajan allí. 
La formación en el puesto de trabajo es fácil de organizar y gestionar y simplifica el proceso de adaptación al nuevo lugar de trabajo. Se utiliza mucho para tareas prácticas. Es barata y no requiere equipo especial. Se espera que el empleador, si queda satisfecho con la capacitación que han adquirido los empleados así formados, los mantenga en plantilla.En esto es diferente de la formación en prácticas, donde una serie de alumnos de formación profesional realiza prácticas en una empresa, desempeñando trabajo real. Pero al terminar las prácticas, los alumnos no se quedan en la empresa, sino que vuelven a las aulas de su centro de formación profesional para continuar sus cursos. También es diferente del trabajo a prueba o contrato a prueba, en el que una persona trabaja para una empresa durante un período corto, por ejemplo un mes, al término del cual el empresario decide si poner fin a la relación laboral u ofrecer un contrato de mayor duración.

## Historia
La formación en el puesto trabajo es una manera ancestral de formarː hace milenios los maestros ya contrataban a jóvenes aprendices y les enseñaban sus tareas, educándolos en las técnicas necesarias para que se convirtieran a su vez en maestros. 
Pueden rastrearse indicios de este tipo de información ya en el año 2400 a. C. cuando los albañiles instruían personalmente a sus aprendices sobre métodos de construcción, puesto que ni unos ni otros sabían leer ni escribir. 
En la antigüedad, el trabajo realizado por la mayoría de las personas no dependía del pensamiento abstracto ni de la educación académica (que muy pocos recibían). Los padres o miembros de la comunidad, que conocían las habilidades necesarias para la supervivencia, transmitieron sus conocimientos a los niños mediante instrucción directa. Este método todavía se utiliza ampliamente en la actualidad. Se usa con frecuencia porque solo requiere una persona que sepa cómo realizar la tarea y usar las herramientas para completarla. 
Uno de los primeros sistemas formalizados para la capacitación en el puesto de trabajo se remonta a la Edad Media (siglos V al XV)ː los gremios. Durante esta época, el aprendizaje era un sistema mediante el cual «hombres y mujeres de sociedades preindustriales adquirían las habilidades necesarias para convertirse en artesanos especializados» (Goddard, 2002). Los contratos de aprendizaje solían durar seis años. Las niñas de 12 años y los niños de 14 años trabajaban y recibían la formación y la experiencia práctica necesarias para convertirse ellos mismos en artesanos (Goddard, 2002).
Con el paso de los años, a medida que la sociedad crecía, la capacitación en el trabajo se volvió menos popular. Muchas empresas han pasado a realizar formación con simulación y utilizar guías de formación. Las empresas ahora prefieren contratar empleados que ya tengan la experiencia y las habilidades necesarias. Sin embargo, todavía hay muchas empresas que consideran que la formación en el puesto de trabajo es lo mejor para sus empleados.
Si bien algunas empresas no ven la formación en el puesto de trabajo como un aspecto esencial de su plantilla, Gary Becker, un científico económico, consideró en 1962 esta formación como una inversión similar a la educación convencional(Becker, 1962) , porque, si bien difieren en sus efectos sobre los ingresos, ambas mejoran las capacidades físicas y mentales de las personas y aumentan las perspectivas de ingresos reales.

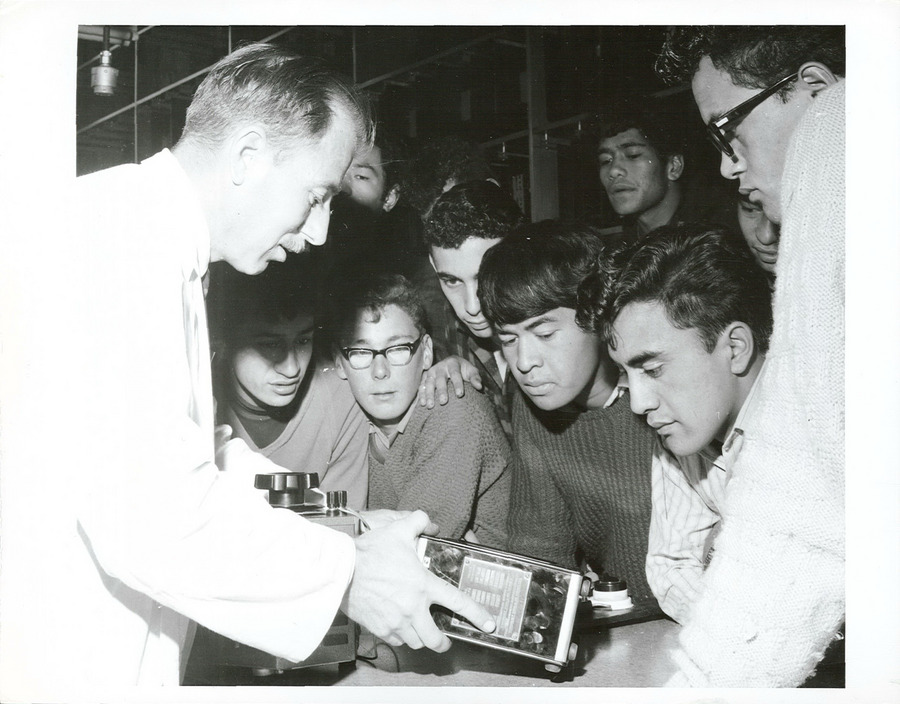
Programa de aprendizaje: un artesano experimentado está enseñando a jóvenes aprendices cómo crear su trabajo. Los aprendices podrán imitar el comportamiento de su maestro y adquirir habilidades en la tarea ellos mismos. Los aprendizajes son una de las primeras formas de formación en el puesto de trabajo.

## Psicología
El concepto de aprendizaje observacional fue introducido por Albert Bandura, cuya teoría cognitiva social postula que las personas aprenden mejor observando a otras. Según su teoría, las personas deben prestar atención primero a quienes las rodean, retener lo que han observado e intentar reproducirlo. La teoría de Bandura se concreta en la capacitación en el trabajo, donde los nuevos empleados observan cómo quien los forma completa las tareas, para después intentar realizarlas ellos. Después de observar durante algún tiempo, normalmente imitarán la acción que habían observado. Así es exactamente como se espera que se lleve a cabo la capacitación en el puesto de trabajo, si es necesario hasta que el nuevo empleado pueda realizar la tarea por sí solo.
Este aprendizaje se apoya en un mecanismo neurológico descubierto en 1996ː las neuronas espejo. Cuando una persona A observa a otra B realizar una acción, se activan en el cerebro de A las mismas neuronas que le permiten realizar esta acción. Esto permite a los humanos aprender por imitación.
La teoría cognitiva social de Albert Bandura «es una perspectiva psicológica sobre el funcionamiento humano que enfatiza el papel crítico que desempeña el entorno social en la motivación, el aprendizaje y la autorregulación»(Schunk & Dibenetto, 2020). La anterior teoría del aprendizaje social de Bandura otorgó gran importancia al aprendizaje observacional o vicario. Bandura propuso que, para que ocurra el aprendizaje por observación, los individuos deben seguir a alguien que toman como modelo, retener lo que hizo el modelo, recrear el comportamiento modelado y tener la motivación para hacerlo. La motivación es un aspecto esencial de esta teoríaː Bandura sugirió que «la motivación comprende los procesos internos que se manifiestan abiertamente en acciones dirigidas a objetivos»  (Schunk & Dibenetto, 2020).

## Capacitación en el trabajo y fuera del trabajo
Hay 2 métodos que se utilizan para formar a nuevos empleados: formación en el puesto de trabajo y formación fuera del puesto de trabajo (en aulas, por ejemplo, o utilizando simuladores). Ambos métodos son eficaces; sin embargo, son muy diferentes y requieren medidas específicas. En el primero un supervisor o gerente experimentado transmitirá la información a los recién contratados, mientras que en el segundo la capacitación se llevará a cabo en un lugar distinto al de trabajo real, donde simulaciones, videos y textos sustituyen al entorno de trabajo y sus herramientas. La capacitación fuera del trabajo generalmente la realiza un proveedor subcontratado fuera de la empresa.
La formación en el puesto de trabajo es una opción más económica, ya que las empresas normalmente no necesitan pagar clases externas. Además la empresa puede formar a sus empleados en función de sus necesidades y sobre políticas corporativas específicas. Las empresas prefieren el aprendizaje práctico porque ayuda a las personas a retener más información y, como resultado, se producen menos errores. También hay que tener en cuenta que para formar fuera del trabajo hace falta preparar material de formación (textos, presentaciones), mientras que esto no es necesario para capacitar en el trabajo. 
Por último está la cuestión de la seguridad. Por un lado hay entornos de trabajo que no son seguros para trabajadores inexpertos. Por eso los pilotos novatos se entrenan en simuladores, hasta que tienen la suficiente habilidad para empezar a pilotar aviones de verdad (en sus primeros vuelos siempre van acompañados por un piloto experimentado). Por otro lado están los secretos industrialesː es más fácil preservarlos si los trabajadores que tienen que conocerlos se forman directamente en la fábrica, sin dejar que ningún dato sobre el secreto salga fuera.
Las diferencias clave entre la capacitación en el trabajo y fuera del trabajo incluyen, entre otras:
| Categoría                    | Formación en el trabajo                                               | Formación fuera del trabajo                                               |
| ---------------------------- | --------------------------------------------------------------------- | ------------------------------------------------------------------------- |
| Ubicación                    | Impartido en el lugar de trabajo                                      | En un lugar distinto al de trabajo                                        |
| Planteamiento                | Práctico                                                              | Teórico                                                                   |
| Consumo de tiempo            | Menos tiempo                                                          | Más tiempo                                                                |
| Método de aprendizaje        | Aprender haciendo la tarea                                            | Aprender adquiriendo conocimientos                                        |
| Efecto sobre la producción   | No, porque los alumnos producen los productos durante el aprendizaje. | Sí, porque primero se imparte formación y luego se realiza una actuación. |
| ¿Quién realiza la formación? | Empleados, formadores internos o directivos                           | Expertos fuera de la empresa                                              |
| Coste                        | Barato                                                                | Caro                                                                      |

## Formaciónenel empleo y formaciónparael empleo
Parecería que la formación en el empleo se dirige a personas que ya tienen un empleo y necesitan actualizar o ampliar sus conocimientos, mientras que la formación para el empleo tiene como objetivo personas desempleadas, sin los conocimientos necesarios para conseguir un empleo, que, a través de esta formación, los adquirirán, y podrán encontrar trabajo. Pero esta interpretación puede no ser correcta. La Fundación Estatal para la Formación en el Empleo dice en su sede electrónicaː «La Formación Profesional para el Empleo tiene como objetivo capacitar a las trabajadoras y los trabajadores para el desempeño cualificado de las diversas profesiones, facilitando el acceso al empleo y favoreciendo la participación activa en la vida social, cultural y económica». Parece contradictorio, porque un trabajador no necesita "acceso al empleo" (ya lo tiene). La propia página de la Wikipedia sobre esta fundación (que lleva por título su nombre anterior, "Fundación Tripartita para la Formación en el Empleo") alterna formación en el empleo y formación para el empleo como sinónimos. Se puede deducir que se considera al trabajador, no una "persona que trabaja", sino una "persona con capacidad de trabajar", que puede estar empleada o desempleada, y a la que la formación ayudará en cualquier caso.

## Plan de formación en el puesto de trabajo
La formación es una manera de invertir en capital humano. Para que se ejecute de manera eficiente, es necesario seguir un buen plan de capacitación en el trabajo. El coste inicial para la empresa es el tiempo dedicado a la formación y los recursos utilizados, como el tiempo y el equipo de los alumnos. Cuando el plan de formación está bien ejecutado, el retorno de la inversión para la empresa es rápido y el resultado es un aumento de la productividad. La formación en el puesto de trabajo se basa en las funciones del puesto y es específica de cada empresa y de cada puesto. Los elementos clave del plan de formación son medidas como el horario de trabajo, la fecha de entrega y la evaluación. Otro elemento clave es la elección del formador o mentor asignado. Para que el plan sea eficaz se necesita un mentor experto, un buen compañero de trabajo, un proveedor de capacitación o un gerente con excelentes habilidades de liderazgo para llevar a cabo la capacitación.
La investigación muestra que las empresas que invierten en enseñar a sus directivos cómo formar a nuevos empleados tienen más éxito. Pueden articular sus creencias para reforzar sus ideas con los empleados. Como estos directivos conocen y comprenden la cultura de las empresas, se convierten en un ejemplo perfecto de lo que se requiere del nuevo empleado. Utilizar gerentes para capacitar a los empleados es una estrategia eficaz porque les permite conectar la capacitación con la operación real que los empleados llevarán a cabo en su trabajo habitual.
Formar a los empleados para que enseñen a sus nuevos compañeros de trabajo es otra estrategia eficaz, ya que están familiarizados con la cultura, las fortalezas y las debilidades de la empresa. Además así se facilita que el nuevo empleado conozca al equipo. Un empleado experimentado es la mejor opción para un formador (empresa).
Algunas pautas para elaborar un programa eficaz de capacitación en el trabajo y ponerlo en práctica son: 
- Comprender las necesidades de la empresa
- Identificar las habilidades y conocimientos necesarios en un empleado
- Inclusividad a la hora de seleccionar un empleado para su formación
- Evaluación.- La evaluación de cada alumno determinará la efectividad de la capacitación, lo que se traducirá en un mayor rendimiento
- Seguimiento.- La realimentación ayuda a determinar qué parte de la capacitación los empleados retienen y utilizan[19]

## Recomendaciones para un formador interno
Un trabajador experimentado, muy bueno en su cometido, no necesariamente es un buen formador de nuevos empleados. Para ello necesitaː
1. Capacidad de organización
2. Don de gentes
3. Amplios conocimientos y capacidad verbal para transmitirlos
4. Gusto por enseñar
5. Capacidad para aprender y para adaptarse a los diferentes tipos de personas a quienes le toque enseñar

## Ventajas e inconvenientes
La formación en el puesto de trabajo tiene pros y contras. Antes de decidir qué tipo de formación es más beneficiosa, las empresas deben sopesar si el método de formación tiene más desventajas que ventajas. En ese caso, han de buscar mejores opciones.

### Ventajas
La formación en el puesto de trabajo es beneficiosa tanto para los empleadores como para los empleados. Para los empresarios, prepara a los empleados cualificados adecuados para la empresa. Al final del proceso de formación se introducen los valores, la estrategia y los objetivos de la empresa, lo que da como resultado la lealtad del empleado hacia la empresa. Los empleados capacitados en el trabajo son un activo importante para la empresa porque pueden cubrir más áreas además de las tareas especificadas en la descripción de su puesto. La formación en el puesto de trabajo crea una cultura que va más allá del mínimo exigido por el puesto y permite la educación continua como parte del proceso de trabajo. Como resultado, un proceso de producción ininterrumpido aumenta las ganancias de la empresa al optar por no tener que realizar una inversión inicial para una formación externa. La formación en el puesto de trabajo es rentable.
Para los empleados, la capacitación en el trabajo es beneficiosa porque les permite aprender una nueva habilidad o calificación dentro de su campo de trabajo en el momento oportuno. Durante la formación en el puesto de trabajo, participan en el proceso de producción real en vez del simulado. El nuevo compañero de equipo conoce el equipo y los valores de la empresa durante el primer paso de la formación en el puesto de trabajo. La capacitación en el trabajo genera más oportunidades de crecer dentro de la organización.

### Desventajas
La formación en el puesto de trabajo puede ser una desventaja para la empresa cuando el nuevo empleado no tiene las habilidades necesarias. Esto hará que se necesite más tiempo para completar la capacitación y le costará más a la empresa, ya que el empleado que forma deja de producir durante el tiempo de capacitación. La formación en el puesto de trabajo a menudo puede provocar una distracción de la jornada laboral habitual, lo que puede afectar a la productividad. Si a los empleados no se les presentan las características de seguridad y no se les enseñan las precauciones de seguridad antes de ingresar al campo de trabajo, podrían producirse accidentes, ya que la capacitación en el trabajo se utiliza con mayor frecuencia para tareas prácticas y para trabajar con maquinaria. Un accidente puede hacer que la empresa sea demandada y provocar la pérdida de activos. Por último, muchas veces la formación en el puesto de trabajo es precipitada y eso puede provocar un efecto negativo en la productividad.